# Joshua Kramer
Joshua Alexander Kramer (ur. 2 lutego 1997) – ekwadorski zapaśnik walczący w stylu wolnym. Zajął szesnaste miejsce na mistrzostwach świata w 2024. Brązowy medalista mistrzostw panamerykańskich w 2024 i 2025 roku.